# Messerschmitt Me P.1092
De Messerschmitt Me P.1092 is een project voor een serie van jachtvliegtuigen die werd ontworpen door de Duitse vliegtuigontwerper Messerschmitt.

## Uitvoeringen

### Messerschmitt Me P1092A
Het eerste ontwerp, de Messerschmitt Me P1092A was een klein vliegtuig. Een Junkers Jumo 004C straalmotor was in de onderkant van de romp aangebracht met een luchtinlaat in de neus. De vleugels, eigenlijk de buitenvleugels van een Me 262 hadden een pijlstand van ongeveer 22 graden en waren in het midden van de romp aangebracht. Er was een staartsectie met een V-vorm. Men had gekozen voor een neuswiel landingsgestel. De piloot zat in een cockpit die in het midden van de romp was aangebracht en had een goed uitzicht. De bewapening bestond uit twee 30 mm MK103 kanonnen in de rompneus.
Spanwijdte: 8,40 m. Lengte: 9 m. Hoogte: 2,50 m. Vleugeloppervlakte: 12 m².
Startgewicht: 4.000 kg met 1.2000 lt brandstof. Vleugelbelasting: 330 kg/m².

### Messerschmitt Me P1092B
De Me P.1092B was een ontwerp voor een onderscheppingsjager. Het ontwerp was voor het grootste deel gelijk aan de Me P.1092A. Het toestel had echter een raketmotor, waarschijnlijk een Walter HWK109-509 die in de rompachterkant werd geplaatst. In de romp waren drie brandstoftanks van 600 lt, twee van 350 lt en een van 230 lt aangebracht. De staartsectie en het landingsgestel waren overgenomen van de Me P.1092A. De bewapening bestond uit twee 30 mm MK103 en twee 30 mm MK108 kanonnen.
Hoewel geen van de Me 1092A-E projecten verder werd ontwikkeld werd er een paar maanden later een hele serie nieuwe projecten onder de aanduiding P.1092 opgestart.

### Messerschmitt Me P.1092/1
De P.1092/1 was het eerste ontwerp dat voortkwam uit de P.1092/A serie. Hornung paste voor het weer een vleugel toe met variabele pijlstelling. Dit werd toegepast om de problemen met pijlvleugels die zich voor deden bij geringe snelheid te verbeteren. De motor was een Junkers Jumo 004C die in de onderkant van de romp, onder de cockpit werd geplaatst. De luchtinlaat bevond zich in de rompneus evenals de bewapening. Deze bestond uit twee 15 mm MG151/15 kanonnen en twee 30 mm MK103 kanonnen die zich aan weerszijden van de luchtinlaat bevonden. Het landingsgestel werd zijwaarts in de vleugels opgetrokken. Aangezien de vleugels bij de vleugelwortels aanzienlijk dikker waren kon men deze hierin onder brengen. Het neuswiel was in de rompneus geplaatst, vlak achter de luchtinlaat. Echter zorgde het landingsgestel wel voor problemen omdat er weinig ruimte was tussen de grond en onderkant van de romp.
Spanwijdte: 8,50 m. Lengte: 8,23 m. Hoogte: 3,26 m. Vleugeloppervlakte: 13,5 m².
Startgewicht: 3.850 kg met 1.200 lt brandstof. Vleugelbelasting: 285 kg/m².
Max. snelheid: 910 km/uur op 6.000 m. Plafond: 11.600 m. Actieradius: 1.025 km.

### Messerschmitt Me P.1092/2
Onder leiding van Hans Hornung werd er in de zomer van 1943 een aantal nieuwe projecten opgestart voor een serie kleine, eenpersoons, eenmotorige straaljagers. Hornung had de leiding over het ontwerpteam maar werkte samen met Woldemar Vogt en Willy Messerschmitt zelf. De basis voor het eerste project, de Me P.1092/1, was de Me P.1092A. Dit eerste project luidde de veranderingen in voor de configuratie van de Me P.1092. De romp werd ingekort en dikker uitgevoerd. De vleugels waren weer de buitenvleugels van de Me 262, hadden een pijlstand van 21,5 graden en waren tegen het midden van de romp geplaatst. Men had in het ontwerp rekening gehouden met het plaatsen van een vleugel met grotere spanwijdte. De cockpit werd ook verder naar achteren geplaatst. De brandstofcapaciteit moet worden vergroot tot 1.250 lt en dit kon men bereiken door het opnieuw indelen van bepaalde onderdelen. Er werd een nieuwe staartsectie ontwikkeld die aan het einde van een staartboom werd geplaatst. De uitlaat van de Junkers Jumo 004C straalmotor bevond zich hieronder. Er werden voorzieningen getroffen voor het aanbrengen van een neuswiel landingsgestel. De bewapening die men in gedachten had was erg zwaar voor z’n klein toestel. Deze bestond uit twee 30 MK103 en twee 20 mm MG151/20 kanonnen. De MK103 kanonnen waren zo lang dat het noodzakelijk was de lopen buiten de romp te laten uitstaken. De bewapening was geheel in de neus aangebracht, rond de luchtinlaat. De Me P.1092/2 werd gebruikt voor een vergelijking met de Lippisch Li P.20. De P.1092/2 presteerde in bijna alle gevallen als beste. De Me P.1092/2 werd echter niet gebouwd maar er werd wel veel ervaring mee opgedaan voor de ontwikkeling van een aantal latere projecten, vooral de Me P.1106 en de Me P.1101.
Spanwijdte: 7,75 / 10 m. Lengte: 8,10 m. Hoogte: 3,65 m.
Leeggewicht: 3.664 / 3.730 kg. Startgewicht: 2.626 / 2.692 kg.
Max. snelheid: 931 / 914 km/uur. Plafond: 11.200 / 12.100 m.
(Tweede waarde is voor de uitvoering met grotere spanwijdte.)

### Messerschmitt Me P.1092/3
Met de Messerschmitt Me P.1092/3 bracht het ontwerpteam meer veranderingen aan in het P.1092 ontwerp. De cockpit werd verder naar achteren geplaatst waar het werd geïntegreerd met het richtingsroer. Er werden nu twee luchtinlaten aangebracht onder in de rompneus. De motor was een Junkers Jumo 004C. Het landingsgestel bleef hetzelfde. De bovenkant van de rompneus was nu vrij en er kon een zware bewapening van vier 30 mm MK108 kanonnen in worden aangebracht. Dit Messerschmitt ontwerp leek erg op het Me P.1106 en zou dezelfde problemen hebben gehad, namelijk het slechte uitzicht vanuit de cockpit.
Spanwijdte: 9,40 m. lengte: 8,10 m. Hoogte: 3,60 m. Vleugeloppervlak 12,70 m².

### Messerschmitt Me P.1092/4
De Me P.1092 werd verder ontwikkeld in de Me P.1092/4. De romp was voor het grootste deel gelijk gebleven aan die van de Me P.1902/3. De cockpit was echter naar de rompneus verplaatst. Hierdoor had de piloot een veel beter zicht dan vanuit de oude cockpit die zich in de staartsectie bevond. Van de Me 262 werden de vleugels, staartsectie en het besturing gebruikt. De vleugels hadden nu een pijlstand van 18 graden. Men maakte van dezelfde motor en luchtinlaten gebruik. De ruimte in de rompneus was door het verplaatsen van de cockpit nu kleiner geworden maar men kon toch nog vier 30 mm MK108 kanonnen inbouwen. Deze waren nu in de rompzijkant en verder naar achteren geplaatst.
Spanwijdte: 9,40 m. Lengte: 8,10 m. Hoogte: 3,60 m. Vleugeloppervlak: 12,70 m².

### Messerschmitt Me P.1092/5
De Me P.1092/5 was het laatste ontwerp uit de Me P.1092 serie. Het ontwerp werd weer verder aangepast. De cockpit werd weer naar de oorspronkelijke locatie van de Me P.1092A verplaatst, direct boven de vleugels. Men maakte weer gebruik van de vleugels en staartsectie van de Me 262. De bewapening was in de rompzijkant aangebracht en bestond uit vier 30 mm MK108 kanonnen.
Spanwijdte: 9,40 m. lengte: 8,10 m. Hoogte: 3,60 m. Vleugeloppervlak: 12,70 m².
Vooroorlogse ontwerpen:
S 7 ·
S 8 ·
S 9 ·
S 10 ·
S 13 ·
S 14 ·
S 15 ·
S 16 ·
M 17 ·
M 18 ·
M 19 ·
M 20 ·
M 21 ·
M 22 ·
M 23 ·
M 24 ·
M 25 ·
M 26 ·
M 27 ·
M 28 ·
M 29 ·
M 30 ·
M 31 ·
M 33 ·
M 35 ·
M 36 · 
M 37
Ontwerpen 1933-1945:
Bf 108 · 
Bf 109 ·
Bf 109TL ·
Bf 109Z ·
Bf 110 ·
Bf 161 ·
Bf 162 ·
Me 163 · 
Me 209 ·
Me 210 ·
Me 261 ·
Me 262 · 
Me 263 ·
Me 264 · 
Me 265 · 
Me 290 · 
Me 309 ·
Me 309Z ·
Me 321 · 
Me 323 · 
Me 328 · 
Me 334 ·
Me 410 · 
Me 509 · 
Projecten tot 1945:
P.1051 ·
P.1062 ·
P.1065 ·
P.1070 ·
P.1073 ·
P.1092 ·
P.1095 ·
P.1099 ·
P.1100 ·
P.1101 ·
P.1102 ·
P.1103 ·
P.1104 ·
P.1106 ·
P.1107 ·
P.1108 ·
P.1109 ·
P.1110 ·
P.1111 ·
P.1112
Libelle ·
Schwalbe ·
Wespe ·
P.08.01 ·
Zerstörer Project II
Overig:
C-44